# 다그블라디드
다그블라디드(아이슬란드어: Dagblaðið)는 일간지라는 뜻의 아이슬란드의 신문으로 1975년 비시르의 직원이었던 요나스 크리스티아운손이 처음이자 유일 편집장을 맡았다. 정당에서 독립한 최초의 주요한 신문이었기에 높은 판매량을 만들어낼 수 있었다. 같은 해 9월 8일 초판이 발행되었다.
1981년 11월 26일, 다그블라디드와 비시르가 합병돼 다그블라디드 비시르(DV)가 생겼다.